# Rathaus (Merkendorf)
Das Rathaus am Marktplatz 1 in der Stadt Merkendorf im Fränkischen Seenland (Mittelfranken)  ist ein Bau der Spätgotik. Das zweigeschossige Rathaus besteht zum Teil aus massivem Sandsteinmauerwerk und ist teils mit abwechslungsreichem Fachwerk ausgestattet.

## Geschichte
Die erste Ratssitzung wurde im Jahre 1479 abgehalten. Über dem wappengeschmückten Portal mit dem Merkendorfer Stadtwappen  wurde 1933 ein dreiteiliges Relief angebracht. Es erinnert an den Besuch von König Maximilian I. im Jahre 1506. In der Mitte des Reliefs ist der König zu sehen, links davon huldigen ihm Bürger Merkendorfs und rechts ist das Gefolge Maximilians I. zu erkennen.
Auf einer Erinnerungstafel am Rathaus steht: „Am Montag nach Allerheiligen 1506 ward in dießem Rathaus Kayßer Maximilian bewillkummt.“
Das jetzige Rathaus stammt aus den Jahren nach dem Dreißigjährigen Krieg. Der vorherige Bau wurde am 12. März 1648 durch einen von schwedischen Reitern verursachten Brand zerstört, dem ein Großteil der Stadt zum Opfer fiel.
Nach dem Wiederaufbau diente es als Apotheke.
Das Rathaus war von 1856 bis 1987 in Privatbesitz. Unter anderem gehörte es der Merkendorfer Brauerei Hellein. Nachdem es die Stadt zurückerworben und einer umfangreichen Sanierung unterzogen hatte, wurde es 1991 wieder als Rathaus umgewidmet. Die Stadtverwaltung war bis dahin in der Zehntscheune untergebracht. Im selben Jahr wurde auch der von einer Ansbacher Künstlerin geschaffene Krautbrunnen auf dem Rathausvorplatz eingeweiht. Er zeigt ein Krautbauernehepaar bei der Arbeit und erinnert an die jahrhundertealte Krauttradition im Merkendorfer Umland, die nach dem Dreißigjährigen Krieg begann und bis in die 1970er Jahre andauerte.
2006 wurde die Fassade des Rathauses saniert, da sich im Fachwerk der Holzwurm eingenistet hatte.
Das Gebäude ist ein prägender Teil des Marktplatzes.

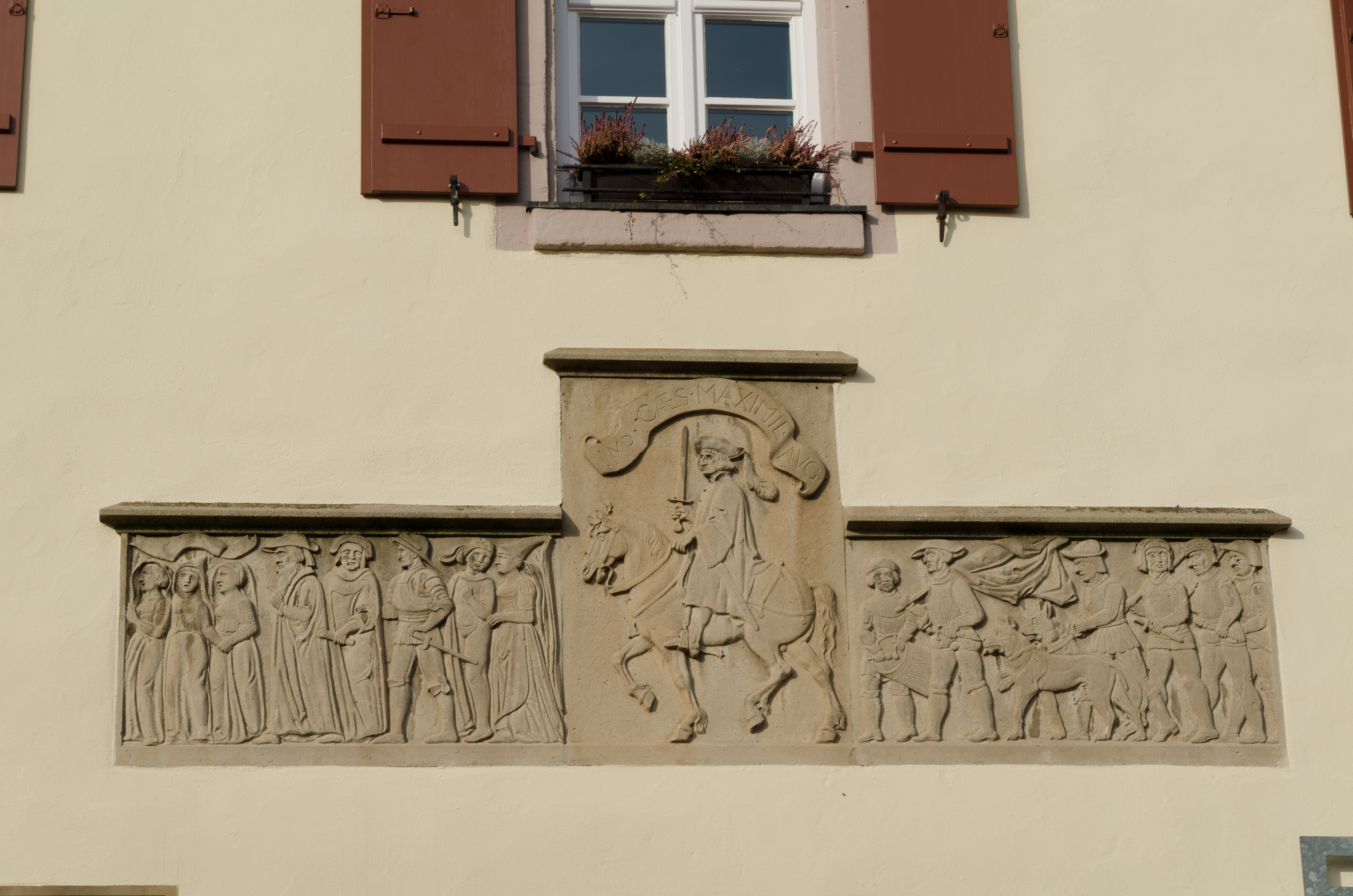
Relief über dem Rathausportal, das den Besuch König Maximilians I. im Jahr 1506 darstellt.
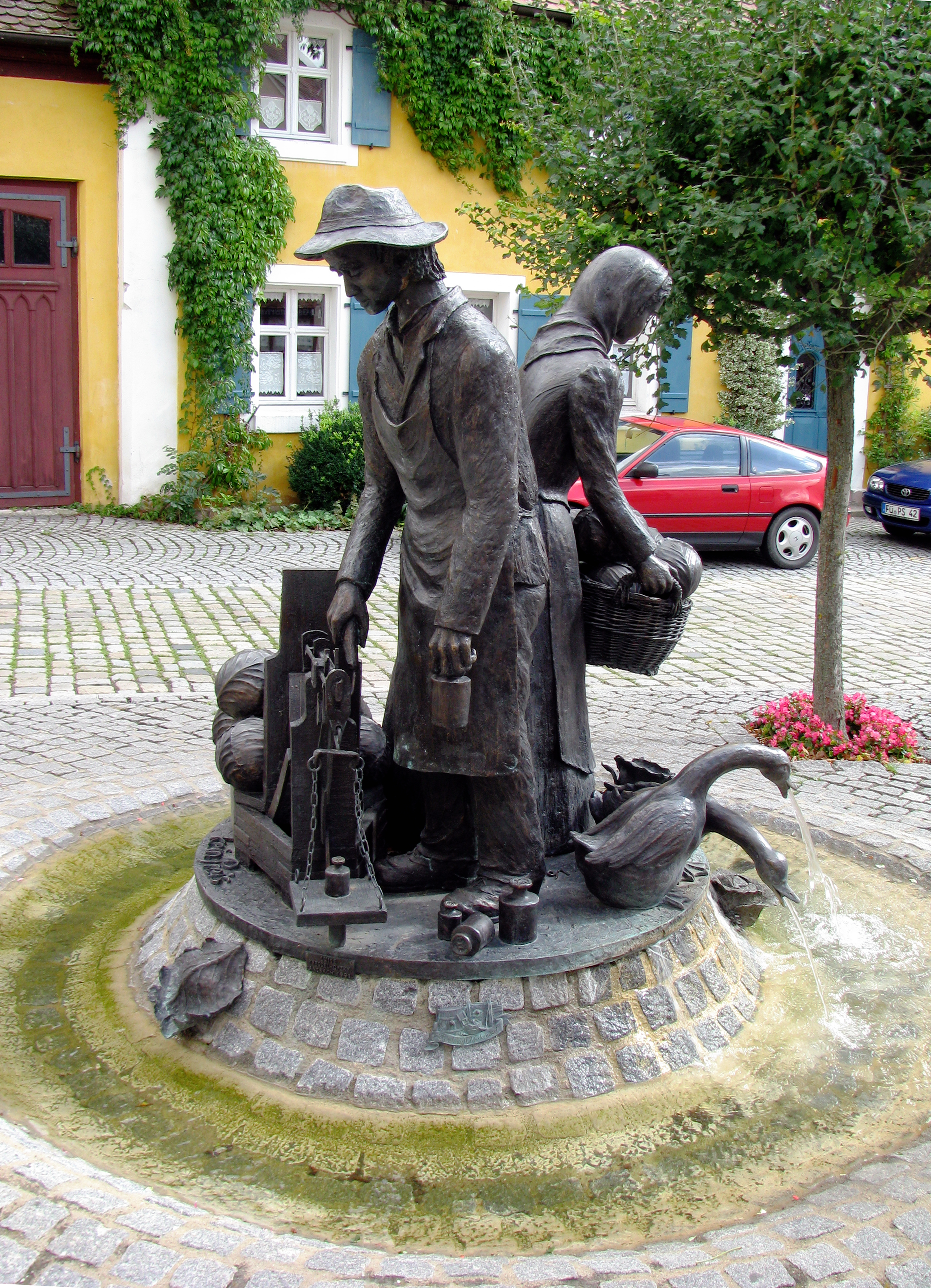
Krautbrunnen vor dem Rathaus, der an den jahrhundertelangen Krautanbau erinnert.